# Pamiętniki lekarzy

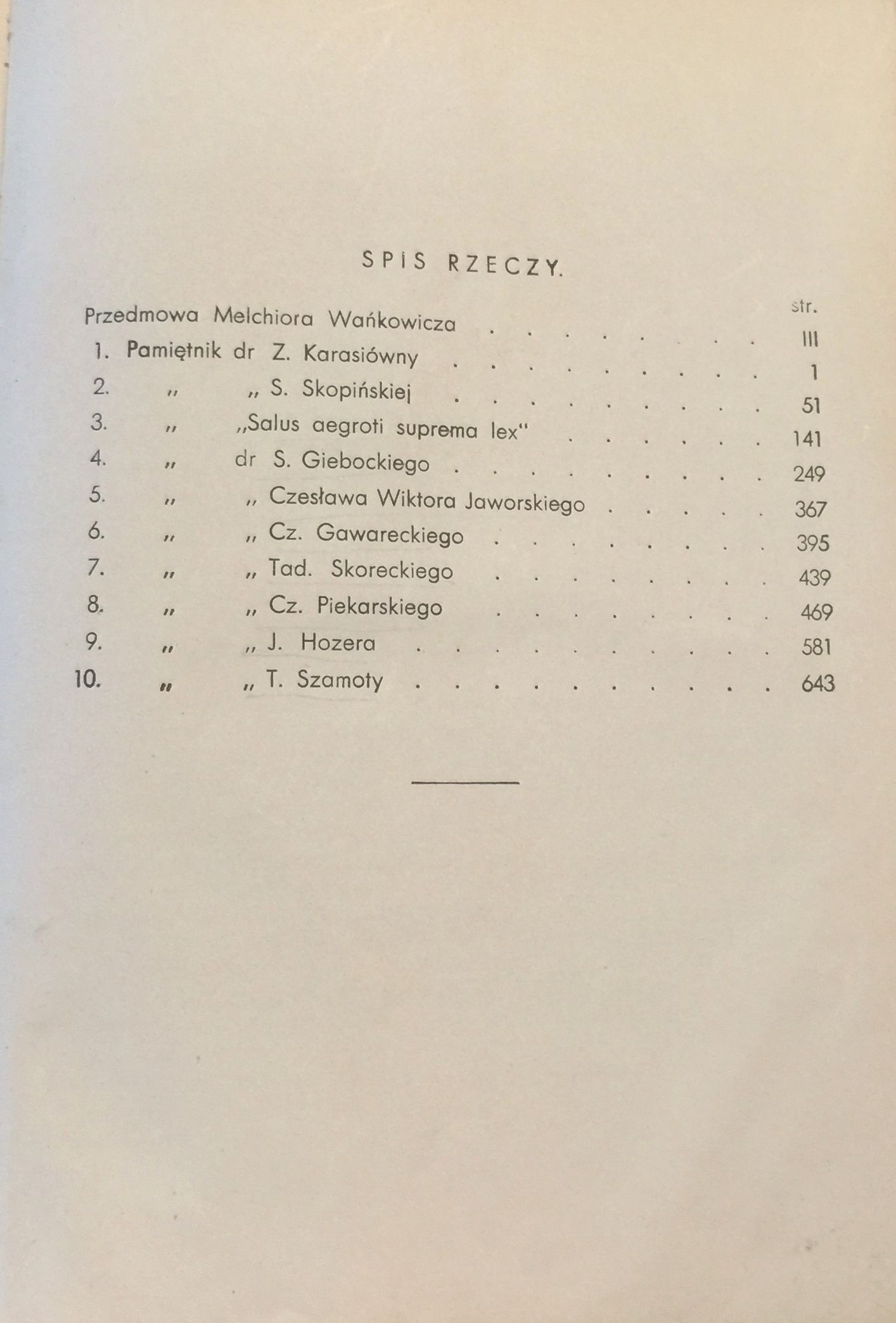
Spis treści Pamiętników lekarzy

Pamiętniki lekarzy – zbiór dziesięciu pamiętników nadesłanych przez praktykujących lekarzy z różnych części Polski na konkurs Zakładu Ubezpieczeń Społecznych, i wydanych w 1939 r. Na wezwanie do udziału w konkursie odpowiedziało 51 lekarzy, z których odznaczono dziesięciu. Pomysłodawcą konkursu był Melchior Wańkowicz, który wszedł w skład jury konkursu, pod przewodnictwem Stanisława Roupperta. Pozostałymi członkami jury byli: dr Franciszek Czubalski, dr Stanisław Gądek, dr Tadeusz Kaszubski, Stanisław Sasorski, dr Jan Szumski i dr Stanisław Zamecki.
Lekarze opisują problemy związane z codzienną pracą z pacjentami z najuboższych warstw przedwojennego społeczeństwa.
Najbardziej znanym fragmentem książki jest jej pierwszy rozdział napisany przez dr Zofię Karaś, który zdobył pierwsze miejsce spośród wszystkich nadesłanych prac.